# Odlotowe szaleństwo
Odlotowe szaleństwo (ang. Airborne) − amerykański komediodramat z 1993 roku w reżyserii Roba Bowmana. Zdjęcia kręcono w Cincinnati, a także w stanach Kalifornia i Kentucky.

## Opis fabuły
Mitchell Goosen to szesnastoletni chłopiec z Kalifornii, który uwielbia surfować, jednak jego rodzice, którzy są zoologami otrzymali stypendium do pracy w Australii. Chłopiec zostaje wysłany do ciotki, wuja i kuzyna w Cincinnati w stanie Ohio. Po przybyciu spotyka kuzyna, Wileya, który jest także jego nowym współlokatorem przez następne pół roku. Mitchell idzie do szkoły i stawia w złym świetle hokeistów ze szkół średnich. W końcu Mitchell i Wiley znoszą tygodnie tortur ze strony chłopców. Tak więc Mitchell i Wiley muszą nauczyć się, jak się dogadywać, aby pokonać rywali Central High School w konkursie Devil's Backbone.

## Obsada
- Shane McDermott - Mitchell Goosen
- Seth Green - Wiley
- Brittney Powell - Nikki
- Chris Conrad - Jack
- Edie McClurg - Ciocia Irene
- Patrick Thomas O'Brien - Wujek Louis
- Jack Black - Augie
- Alanna Ubach - Gloria
- Jacob Vargas - Snake
- Owen Stadele - Blane
- Chris Edwards - Walt
- Daniel Betances - Tony Banducci
- Dncavid Betaes - Mark Banducci
- Jim Jansen - Pan Goosen
- Louan Gideon - Pani Goosen
- Chick Hearn - Basketball Announcer
- Brian Winkler - Sean
- Jessica Bogart - Alexis
- Katrina Fiebig - Debbie
- Bill Apablasa - Pan Cauley
- Laketa O'Bannon - Stacey
- Napiera Groves - Molly Ryan
- Jay Herold - Clyde
- Jason Matthew Smith - Rosenblat
- Larry Bagby - Jimbo
- Pat Parnell - Prep
- Paul Kennedy - Egzaminator
- Cean Okada - Supervisior
- Jim Trimble - Jimmy